# Самюъл Колман
Самюъл Колман (на английски: Samuel Colman, р. 4 март 1832 – п. 26 март 1920) е американски художник, вътрешен декоратор и писател, вероятно най-известен с картините си в стил Хъдсън ривър.

## Биография
Роден в Портланд (Мейн), Колман се премества в Ню Йорк със семейството си още като дете. Баща му отваря книжарница, с което привлича образована клиентела, което вероятно повлиява на артистичното развитие на Колман. Смята се, че за кратко е учил при Ашър Дюранд. Излага първите си творби в Националната академия за дизайн през 1850 г. До 1854 г. отваря собствено студио в Ню Йорк. На следващата година е избран за член-кореспондент на Националната академия, а пълноправен член става през 1862 г.
Пейзажите му от 50-те и 60-те години на 19 век са повлияни от движението Хъдсън ривър. Пример за това е „Поля с диви цветя при Конуей“ (1856), която е част от колекцията на художествения център „Франсис Леман Льоб“ в колежа „Васар“. Освен това той може да рисува и в по-романтичен стил, който става по-популярен след Гражданската война. Една от най-известните му творби, типичен Хъдсън ривър, е „Кралят на бурите над Хъдсън“ (1866), която сега е част от колекцията на музея Смитсониън.
Колман е заклет пътешественик и много от картините му изобразяват чужди градове и пристанища. Той прави първото си пътуване зад граница през 1860-61 г., когато пътува из Франция и Испания, след което предприема по-мащабно четиригодишно пътуване в Европа в началото на 70-те, голяма част от което прекарва по средиземноморските брегове. Колман често рисува архитектурните обекти, които среща по време на пътуванията си: градски пейзажи, замъци, мостове, арки и акведукти. През 1870 и през 80-те той пътува из западните щати и рисува западни пейзажи, сравними по обхват и стил с тези на Томас Моран.
В годините след Гражданската война рисуването с акварел става по-популярно. През 1866 г. Колман става един от основателите и първи председател (1867-1871) на Американското акварелно общество. Колман става вещ и в създаването на офорти. Той е един от първите членове на Нюйоркския офортски кулб и публикува няколко офорта, изобразяващи различни пейзажи от Европа, които стават доста популярни.
Артистичните дейности на Колман стават още по-разностранни с напредване на възрастта му. През 80-те той работи като вътрешен декоратор и си сътрудничи с Луис Комфорт Тифани за дизайна на дома на Марк Твен в Хартфорд, а по-късно и за дизайна на дома на Хенри и Лойсин Хавемайер на Пето авеню. Колман става и колекционер на декоративни азиатски предмети и пише две книги за геометрията и изкуството.
Умира в Ню Йорк през 1920 г.

## Галерия
- „Прагът на гибелта“ (1836 – 1838), Бруклински музей
- „Дърам, Англия“ (1880)
- „Финал – Първото международно състезание за американската купа, 8 август 1870“ (1870), Музей на изкуството „Метрополитън“
- „Планината Чокоруа“
- „Есенно езеро“
- „Кралят на бурите над Хъдсън“ (акварел)
- Неозаглавен офорт на ферма, Музей „Смитсониън“
- „Долината на Канауха“ (ок. 1888 – 1890), Музей „Смитсониън“
- „Маслиновите дръвчета на Ривиерата“ (1884), Музей „Смитсониън“